# Johann Urbanek
Johann "Hans" Urbanek (10 de outubro de 1910 — 7 de julho de 2000)  foi um futebolista austríaco. Ele competiu na Copa do Mundo FIFA de 1934, sediada na Itália, na qual a seleção de seu país terminou na quarta colocação dentre os 16 participantes.